# Alpha (Minnesota)
Alpha is een plaats (city) in de Amerikaanse staat Minnesota, en valt bestuurlijk gezien onder Jackson County.

## Demografie
Bij de volkstelling in 2000 werd het aantal inwoners vastgesteld op 126.

## Geografie
Volgens het United States Census Bureau beslaat de plaats een oppervlakte van
0,5 km², geheel bestaande uit land. Alpha ligt op ongeveer 421 m boven zeeniveau.